# Urteilsvermögen
Urteilsvermögen, Urteilsfähigkeit oder Urteilskraft ist das Vermögen, sich ein eigenes Urteil zu bilden. „Vermögen“ heißt dabei die Möglichkeit als Fähigkeit und Können. „Urteil“ bezeichnet die korrekte Einordnung einer Situation oder eines Sachverhaltes und ist eine Voraussetzung auf Rationalität gegründeten Handelns.
Zur Beschreibung der Schlüsselqualifikationen einer Persönlichkeit gehört auch das Urteilsvermögen: Es bewertet unterschiedliche Lösungsalternativen bzw. Entscheidungsalternativen realistisch, den Zielen angemessen und sicher und kann die für den Sachverhalt angemessenste Alternative auswählen. Als ein positiver Indikator gilt z. B., sich eine ausreichende Informationsbasis zu verschaffen, bevor eine Meinung abgegeben wird, und als ein negativer Indikator gilt z. B., aufgrund oberflächlicher bzw. mangelnder Informationen zu urteilen.
Ein vermindertes, eingeschränktes Urteilsvermögen – bezogen auf eine gesellschaftliche Norm – ist insofern eine Einschränkung der kognitiven Fähigkeiten. Diese Einschränkung kann temporär und beispielsweise durch Krankheit oder Drogen induziert sein. Eine Minderung kann aber auch altersbedingt vorliegen, durch Kindheit oder Altersdemenz. Auch Dummheit, als das Unvermögen, aus dem Wahrgenommenem die richtigen Schlüsse und Beurteilungen zu ziehen, gilt als ein eingeschränktes Urteilsvermögen.

## Immanuel Kant
Die Urteilskraft stellt nach der Kritik der reinen Vernunft von Immanuel Kant eines der drei oberen Erkenntnisvermögen dar, die anderen sind Verstand und Vernunft (Immanuel Kant: AA III, 130). Das untere Vermögen ist die Fähigkeit, die sinnlichen Eindrücke oder Anschauungen im Bewusstsein aufzunehmen (Sinnlichkeit). Der Verstand ist nach Kant hingegen das Vermögen von Begrifflichkeiten, also die Fähigkeit, Begriffe zu bilden, und die Vernunft ist das Vermögen, Schlussfolgerungen daraus zu ziehen. Die Urteilskraft betrifft Urteile, also die Fähigkeit, Begriffe und andere Vorstellungen zu Sätzen zu verbinden und diese für wahr oder falsch zu halten. Sie ist das Vermögen, das Besondere unter das Allgemeine (eine Regel) zu subsumieren, d. h. zu entscheiden, ob etwas unter einer bestimmten Regel steht oder nicht (Immanuel Kant: AA III, 131). Damit leiste die Urteilskraft die Verbindung zwischen Verstand und Sinnlichkeit: Während der Verstand die Begriffe als Regeln aus den Anschauungen abstrahiert, stellt die Urteilskraft im Gegenzug fest, ob diese unter einen bestimmten Begriff fallen oder nicht. In der transzendentalen Logik, Kants normativer Theorie des Vorstellens von Gegenständen überhaupt, lässt sich mit dem Schematismus und den Grundsätzen des reinen Verstandes ein Kanon, ein Satz gültiger positiver Regeln für das Funktionieren und den Gebrauch der Urteilskraft angeben, der sicherstellt, dass die reinen Verstandesbegriffe eine empirische Bedeutung haben und empirische Erkenntnis ihre Gültigkeit hat.
In der Kritik der Urteilskraft (1790) behandelt Kant darüber hinausgehend auch die Frage nach der Gültigkeit von Geschmacksurteilen, also einer Ästhetik im  modernen Sinn und der teleologischen Urteilskraft, die die Zuschreibung von Zwecken oder Intention zur Aufgabe hat.
In der Metaphysik der Sitten betont Kant in der Elementarlehre die Rolle der Urteilskraft als „das subjektive Prinzip der Zurechnung der Handlung“. Die Urteilskraft entscheidet „rechtskräftig“ für eine Handlung, „ob sie als Tat (unter einem Gesetz stehende Handlung) geschehen sei oder nicht“, während es die Vernunft ist, die aus dieser Beurteilung eine „Sentenz“, Bestrafung oder Freispruch, ableitet (Immanuel Kant: AA VI, 438). Damit ist die Urteilskraft Voraussetzung jeder moralischen Fremd- und Selbstbeurteilung, auch des Gewissens.

## Deutsches Zivilrecht
Beim Erstellen einer Patientenverfügung gemäß § 1901a BGB ist eine erhaltene Urteilsfähigkeit erforderlich, die nach Möglichkeit durch einen Arzt zu bestätigen ist. Die ärztliche Bestätigung soll verhindern, dass eine entsprechende Willenserklärung nicht später infolge vermuteter geistiger Störung gemäß § 104 Abs. 2 BGB als nichtig angezweifelt werden kann.

## Schweizer Zivilrecht
Der Begriff urteilsfähig  ist im Artikel 16 des Schweizerischen Zivilgesetzbuch (ZGB) verankert. Er wird beispielsweise verwendet, um den Begriff der Handlungsfähigkeit besser zuordnen zu können.